# Digamasellus kargi
Digamasellus kargi är en spindeldjursart som först beskrevs av Hirschmann 1966.  Digamasellus kargi ingår i släktet Digamasellus och familjen Digamasellidae. Inga underarter finns listade i Catalogue of Life.